# Jungho templom
A Jungho templom vagy Láma templom egy templom és a tibeti buddhista gelug iskola monostora, mely Peking északkeleti részén található. Ez az egyik legnagyobb és legjelentősebb tibeti buddhista monostor a világon. Az építmény és a templomi alkotások a han kínai és a tibeti stílus kombinációi.

## Történelem
A templom építése 1694-ben, a Csing-dinasztia idején kezdődött. Eredetileg eunuchok számára készült, később Kang-hszi császár fiának, Jung hercegnek (később Jung-cseng császár) lett átalakítva. Amikor 1722-ben Jung-cseng a trónra került, az épület felét lámakolostorrá alakították át tibeti buddhista szerzetesek részére, a másik fele császári palota maradt.
1735-ben Jung-cseng halála után koporsóját a templomban helyezték el. Csien-lung kínai császár, Jung-cseng utódja császári státuszt adott a templomnak, melyet azzal jelöltek, hogy türkiz csempéit sárgára cserélték le, ami a császár számára volt fenntartva. Ezután a monostort nagy számban lakták Mongóliából és Tibetből érkező tibeti buddhista szerzetesek, így a Jungho láma templom a láma közigazgatás nemzeti központjává vált.
1949-ben a kínai polgárháború idején a templomot bezárták és műemlékké nyilvánították. A templom állítólag Csou En-laj miniszterelnök közbenjárásának köszönhetően élte túl a kulturális forradalmat. 1981-ben nyitották meg a nyilvánosság előtt újra.